# NGC 528
NGC 528 je čočková galaxie v souhvězdí Andromedy vzdálená od Země 236 milionů světelných let.
Její zdánlivá jasnost je 12,6m a úhlová velikost 1,7′ × 1,1′. Objevil ji astronom Heinrich Louis d'Arrest 22. srpna 1865. Je součástí skupiny několika desítek galaxií, která má označení LGG 026 a jejímž hlavním členem je galaxie NGC  507.